# Santervás de Campos
Santervás de Campos ist ein nordspanisches Dorf und Hauptort einer Gemeinde (municipio) mit 108 Einwohnern (Stand: 2024) in der Provinz Valladolid in der Autonomen Gemeinschaft Kastilien-León. Neben dem Hauptort Santervás de Campos gehört die Ortschaft Zorita de la Loma sowie die Wüstung Villacreces zur Gemeinde.

## Lage und Klima
Santervás de Campos liegt in der Region Tierra de Campos auf der kastilischen Hochebene in einer Höhe von ca. 765 m. Die Provinzhauptstadt Valladolid befindet sich mit ihrem Stadtzentrum etwa 65 Kilometer (Fahrtstrecke) südsüdöstlich. 
Das Klima im Winter ist durchaus kalt, im Sommer dagegen warm bis heiß; die eher spärlichen Regenfälle (ca. 555 mm/Jahr) fallen überwiegend im Winterhalbjahr.

## Bevölkerungsentwicklung
| Jahr      | 1970 | 1981 | 1991 | 2001 | 2011 | 2021 |
| Einwohner | 374  | 250  | 199  | 170  | 139  | 110  |

## Sehenswürdigkeiten

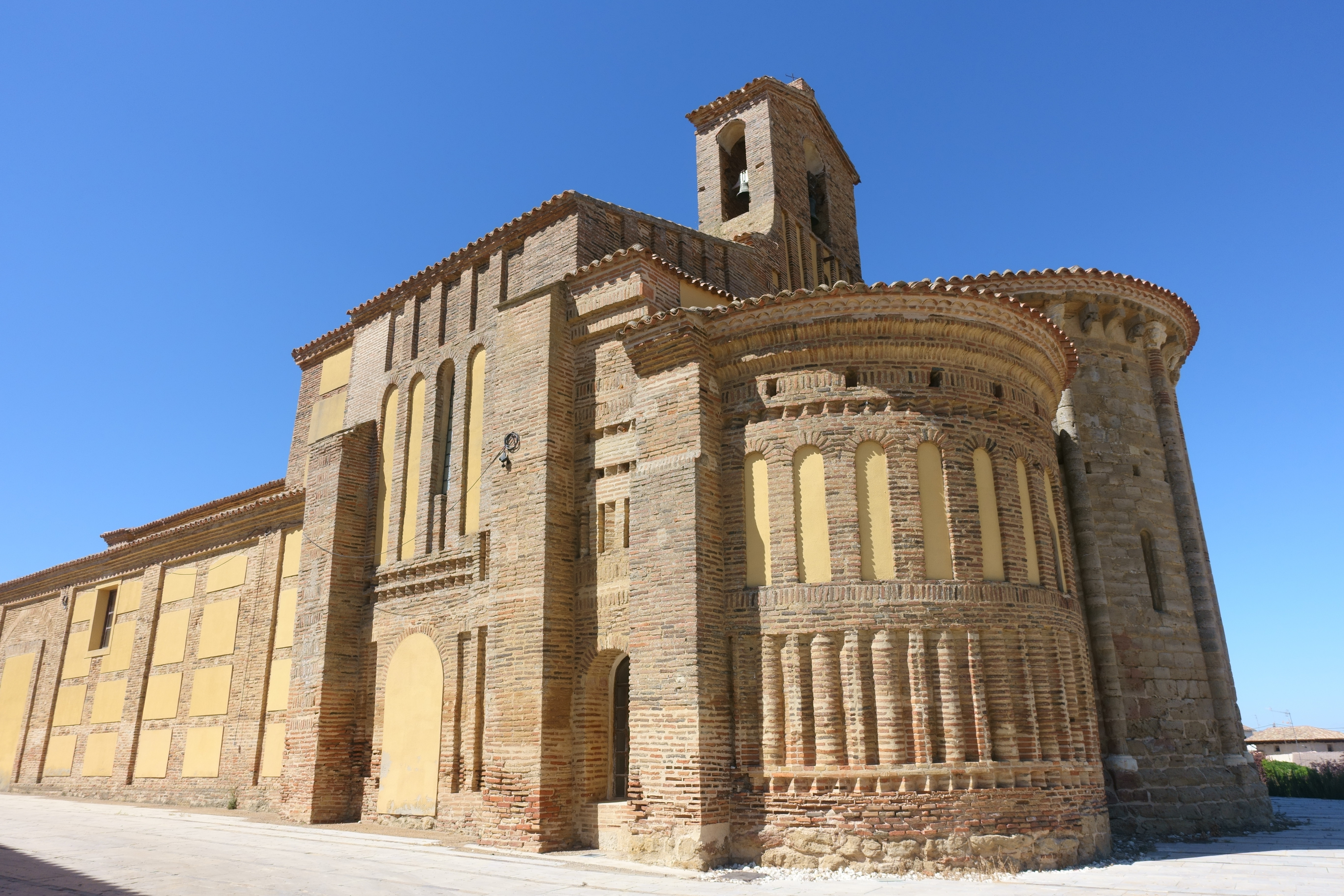
Gervasius-und-Protasius-Kirche
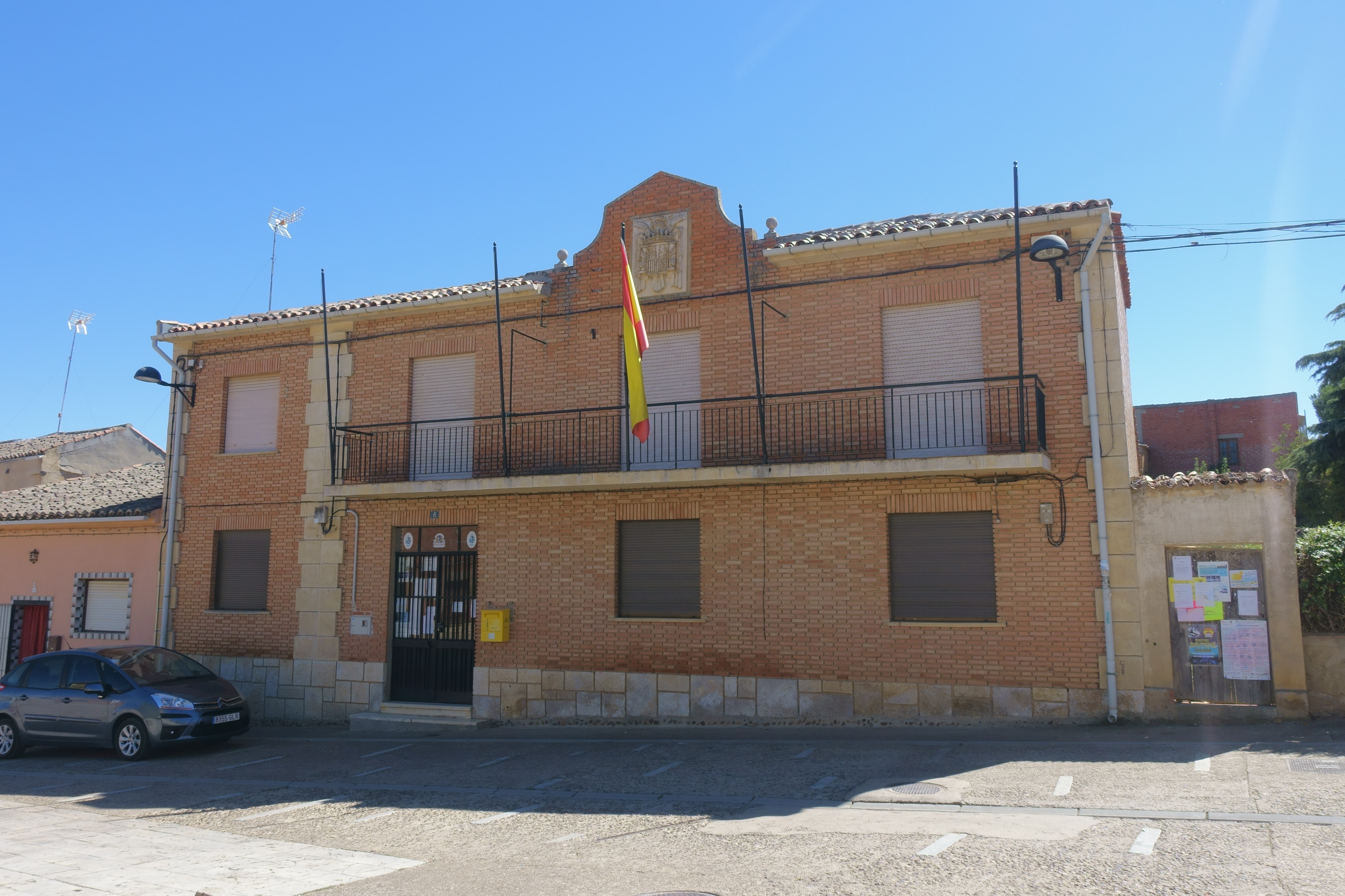
Museum Ponce de León

- Gervasius-und-Protasius-Kirche
- Rathaus

## Persönlichkeiten
- Juan Ponce de León (um 1460–1521), Konquistador
- Francisco de Villagra (1511–1563), Konquistador, Gouverneur von Chile